# Karol Polejowski
 Karol Polejowski (ur. 10 maja 1969) – polski historyk mediewista, doktor habilitowany. Od 2021 zastępca prezesa Instytutu Pamięci Narodowej.

## Życiorys
Absolwent Uniwersytetu Gdańskiego, stopień doktora uzyskał w 2000 (Geneza i rozwój posiadłości zakonu krzyżackiego na terenie Królestwa Francji do połowy XIV wieku; promotor: Wiesław Długokęcki). Habilitację uzyskał tamże w 2016 (Matrimonium et crux: wzrost i kariera rodu Brienne w czasie wypraw krzyżowych (do początku XIV wieku)). Był pracownikiem Katedry Filologii Romańskiej Wydziału Filologicznego Uniwersytetu Gdańskiego. Jako stypendysta Fundacji Lanckorońskich przebywał w Rzymie. W 2016 rozpoczął pracę w Muzeum Zamkowym w Malborku, a następnie w Muzeum II Wojny Światowej w Gdańsku. Później został wykładowcą Wydziału Neofilologicznego Ateneum – Szkoły Wyższej w Gdańsku. Zajmuje się historią powszechną średniowiecza. 27 lipca 2021 powołany na stanowisko zastępcy prezesa Instytutu Pamięci Narodowej. 21 listopada 2023 został odznaczony srebrnym Medalem „Zasłużony dla Nauki Polskiej Sapientia et Veritas”. 2 marca 2024 roku został odznaczony „Krzyżem Pamięci Niezłomnych Żołnierzy Wyklętych 1944–1963”.

## Wybrane publikacje
- Geneza i rozwój posiadłości zakonu krzyżackiego na terenie Królestwa Francji do połowy XIV wieku, Gdańsk: Wydawnictwo Uniwersytetu Gdańskiego 2003.
- Matrimonium et crux: wzrost i kariera rodu Brienne w czasie wypraw krzyżowych (do początku XIV wieku), Gdańsk: Wydawnictwo Ateneum – Szkoły Wyższej 2014.
- (przekład) Gustave Schlumberger, Ekspedycje króla Jerozolimy Amalryka I do Egiptu w latach 1163–1169, tł. Karol Polejowski, Oświęcim: Wydawnictwo Napoleon V 2016.
- (przekład)  Josèphe Chartrou(inne języki), Andegawenia w latach 1109–1151: Fulko, król Jerozolimy i Gotfryd Plantagenêt, tł. Karol Polejowski, Oświęcim: Wydawnictwo Napoleon V 2016.
- (redakcja) W służbie zabytków. Księga pamiątkowa dedykowana Mariuszowi Mierzwińskiemu, pod redakcją Janusza Hochleitnera, Karola Polejowskiego, Malbork: Muzeum Zamkowe 2017.
- (redakcja) Odkrywamy polskość Malborka w stulecie odzyskania niepodległości, pod redakcją Janusza Hochleitnera i Karola Polejowskiego, Malbork : Malborskie Centrum Kultury i Edukacji 2018.
- (przekład) René Grousset, Historia wypraw krzyżowych i frankijskiego Królestwa Jerozolimy, t. 1, Muzułmańska anarchia i monarchia frankijska, tłumaczenie Karol Polejowski, Oświęcim: Wydawnictwo Napoleon V 2019.
- (przekład) René Grousset, Historia wypraw krzyżowych i frankijskiego Królestwa Jerozolimy, t. 2, Monarchia frankijska i monarchia muzułmańska: równowaga, tłumaczenie: Karol Polejowski, Oświęcim: Wydawnictwo Napoleon V 2021.
- Rudolf Fryszowski, Pejzaż wojennych wspomnień: zapiski majora Wojska Polskiego z czasów niewoli 1939-1945, wstęp: Michał Mikołajczak, opracowanie: Karol Polejowski, Michał Mikołajczak, Gdańsk: Muzeum II Wojny Światowej 2021.
- O Polskę wolną i czystą jak łza: Szwadron 5. Brygady Wileńskiej AK ppor. Zdzisława Badochy „Żelaznego” na terenie powiatu kartuskiego w maju 1946 roku, Gdańsk: Muzeum II Wojny Światowej 2021.